# Paimon

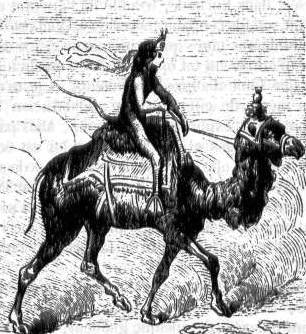
Paimon como se muestra en el diccionario infernal de Collin de Plancy, en la edición de 1863.

De acuerdo con el grimorio Goetia, Paimon o Paymon es un demonio de la Orden de los Dominios y uno de los príncipes demoníacos, se le considera el segundo rey del infierno. Tiene doscientas (cien según otros autores) legiones de demonios bajo su mando. También se considera uno de los demonios más leales a Lucifer. Paimon, Asmodeus y Agares eran los 3 demonios que fueron derrotado por Piscis el signo del zodiaco.
Tiene una gran voz y ruge tan pronto como aparece, hablando de esta manera durante un tiempo, hasta que el conjurador le pide que modere su tono y, entonces, responde claramente a las preguntas que se le hacen. Cuando el conjurador invoca a este demonio debe mirar hacia el noroeste (al oeste según otros autores) porque allí es donde tiene su hogar, y cuando aparece se le debe permitir preguntar lo que quiera y debe ser contestado, con el fin de obtener lo mismo de él. A veces Paimon se manifiesta acompañado de dos reyes demoníacos menores.
Paimon enseña todas las artes, las filosofías, las ciencias y las cosas secretas; puede revelar todos los misterios de la tierra , el viento y el agua, lo que es la mente y todo lo que el conjurador quiera saber, además de conceder títulos dignatarios y ayudar a vencer enemigos. Entre otros poderes que se le atribuyen a Paimon está el de provocar visiones, resucitar a los muertos y convocar espíritus de diversas formas.
Si solo se invoca a Paimon, se debe hacer alguna ofrenda o sacrificio y él lo aceptará; entonces, dos reyes llamados Beball (Bebal o Labal) y Abalam (Abalim) irán con él junto a otros espíritus, a menudo veinticinco legiones; aun así, estos otros espíritus no siempre vendrán a menos que el conjurador los llame.
Paimon es representado como un hombre de rostro afeminado (un hombre fuerte con cara de mujer según otros autores), vistiendo una preciosa corona y montando un dromedario. Antes que él, a menudo vienen demonios con la forma de hombres que anuncian su llegada, tocando trompetas, címbalos y cualquier otro tipo de instrumentos musicales 
y canto.

## En la cultura popular
Paimon es el nombre de la deuteragonista y mascota del videojuego Genshin Impact. Es la acompañante del protagonista en todo momento y tiene amplios conocimientos del mundo.
Paimon es padre de Stolas en la serie web Helluva Boss